# Macropyxis bathyalensis
Macropyxis bathyalensis är en kräftdjursart som först beskrevs av Hulings 1967.  Macropyxis bathyalensis ingår i släktet Macropyxis och familjen Macrocyprididae. Inga underarter finns listade i Catalogue of Life.